# کرست‌مور هایتس (کالیفرنیا)
کرست‌مور هایتس (به انگلیسی: Crestmore Heights) یک منطقهٔ مسکونی در ایالات متحده آمریکا است که در شهرستان ریورساید، کالیفرنیا واقع شده‌است. کرست‌مور هایتس ۰٫۷۴۵ کیلومتر مربع مساحت و ۳۸۴ نفر جمعیت دارد و ۳۱۴٫۸۶ متر بالاتر از سطح دریا واقع شده‌است.